# Aiouea guatemalensis
Aiouea guatemalensis  es una especie fanerógama en la familia de las Lauráceas. Es endémica de Guatemala donde se distribuye únicamente en los departamentos de Petén, Alta Verapaz e Izabal. Es un árbol o arbusto que puede alcanzar una altura de 8 m y que crece en bosques altos de hoja perenne en asociación con especies de Orbygnia.